# サッポロエーデルピルス
サッポロエーデルピルスは、サッポロビールが飲食店（業務用）向けに製造・販売するビール。麦芽100%使用のプレミアムビールとされている。スタイルはピルスナー。エーデルピルス (Edelpils) とは「高貴なピルス」という意味を持つ。

## 特徴
ドイツの伝統的な製法で醸造されている麦芽100%のピルスナーである。通常、新製品開発の際に実施される市場調査は行わず、技術者のこだわりで最高のビールを目指して開発された。通常のビールの3倍 (サッポロビール社比) のホップを使用。ホップには、チェコ・ザーツ産のファインアロマホップを100%使用している。また、熟成期間を十分にとっている。
元々、エーデルピルス(Edelpils)はドイツの世界最古(1040年創設)の名門醸造所が所有している名称 。その醸造所は現在ミュンヘン工科大学ビール醸造学部となっており、サッポロビールの村上氏が名称の使用許可を申し出、許諾を得ている。
サッポロビールはビールの注ぎ方もサッポロエーデルピルスのポイントとしており、2008年7月から数量限定で販売された缶ビールのパッケージにもイラスト付きで解説している。

## 歴史
1. 1984年 サッポロビール埼玉工場製造部に在籍していた村上淳氏[注釈 1]が新しいビールの開発を命じられる[3]
2. 1987年4月 350ml缶と小瓶の発売[5]
3. 1989年2月 瓶の市販を終了[5]
4. 1990年2月 缶の市販を終了[5]
5. 2007年 20周年を記念してインターネットで限定販売[2][5]。5,000セット (350ml缶12本)[5]
6. 2008年7月 日本にて缶を数量限定で全国販売開始[2]
7. 2013年4月 日本にて缶（350ml、500ml）を数量限定（限定醸造）でコンビニ限定商品として販売開始[6]

1987年4月に発売開始されたが、当時の流行に合わないこともあって1989年2月には瓶、1990年2月には缶と相次いで市販を終了した。業務用樽に関しては、その後も継続して販売していた。
2007年、発売20周年を記念してインターネットで限定販売。5,000セットに対して22,557口の応募があった。2008年7月、日本にて数量限定で全国販売を開始する。
2008年現在、2003年から2007年の業務用樽の販売実績は5年連続で伸張している。